# Bratia (gmina Berevoiești)
Bratia – wieś w Rumunii, w okręgu Ardżesz, w gminie Berevoiești. W 2011 roku liczyła 125 mieszkańców.